# Tetrarhanis
Tetrarhanis là một chi bướm ngày thuộc họ Lycaenidae.